# Фирле, Вальтер

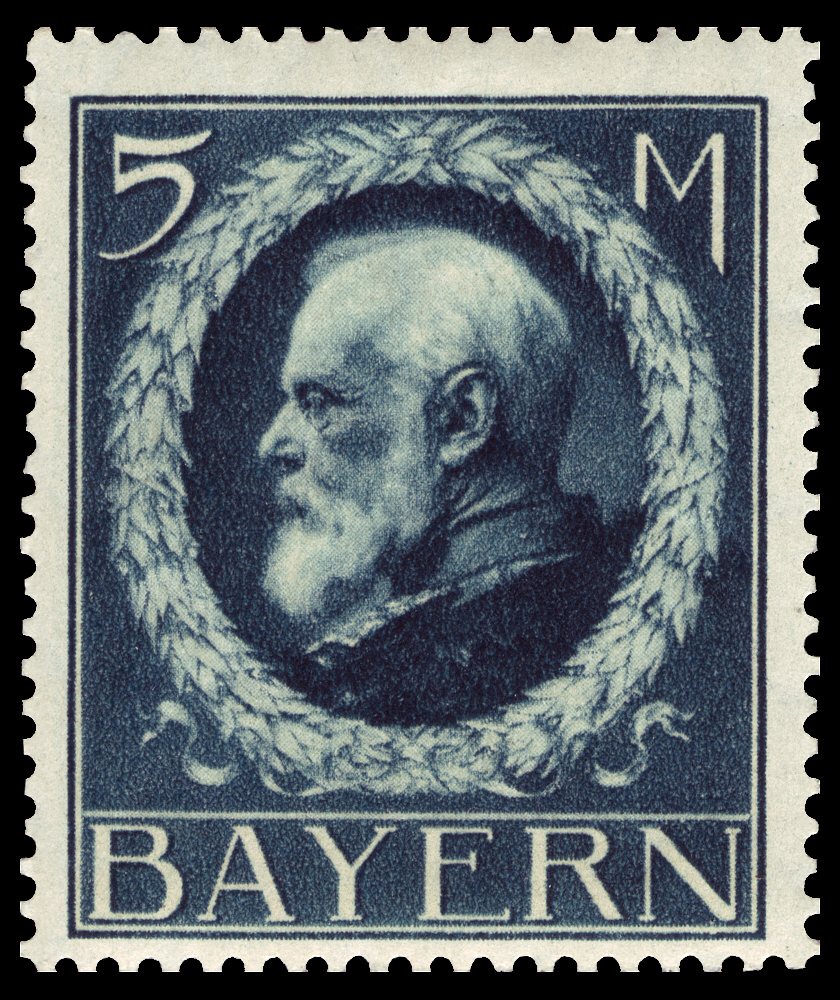
Людвиг III (король Баварии). Почтовая марка 1914 г. с портрета В. Фирле

Вальтер Фирле (нем. Walter Firle; 22 августа 1859, Бреслау, Силезия — 20 ноября 1929, Мюнхен) — немецкий художник-портретист, жанровый живописец.

## Биография
Сын торговца. С детства проявил талант к рисованию. В 1879 году поступил на учёбу в Академию изящных искусств в Мюнхене . Учился у Алоиса Габла, Габриэля фон Хакля и Людвига фон Лёффца .
В 1882 году из-за финансовых проблем оставил академию. Позже, совершал поездки в Италию и Голландию и поселился в Мюнхене.
Автор ряда жанровых картин и полотен на религиозные темы. Был членом Ассоциации художников Мюнхена. В 1890 году был назначен профессором академии. Несколько его картин купила Национальная галерея Берлина («Утренняя молитва в голландском детском доме», 1885).
Среди его многочисленных портретов, представители королевских семей, знати и известных людей: принц-регент Луитпольд Баварский, Николаус граф фон Зеебах, Людвиг III (король Баварии) и рейхспрезидент Германии Пауль фон Гинденбург и др. Портрет Людвига III послужил выпущенной почтой Баварии серии марок.

## Галерея

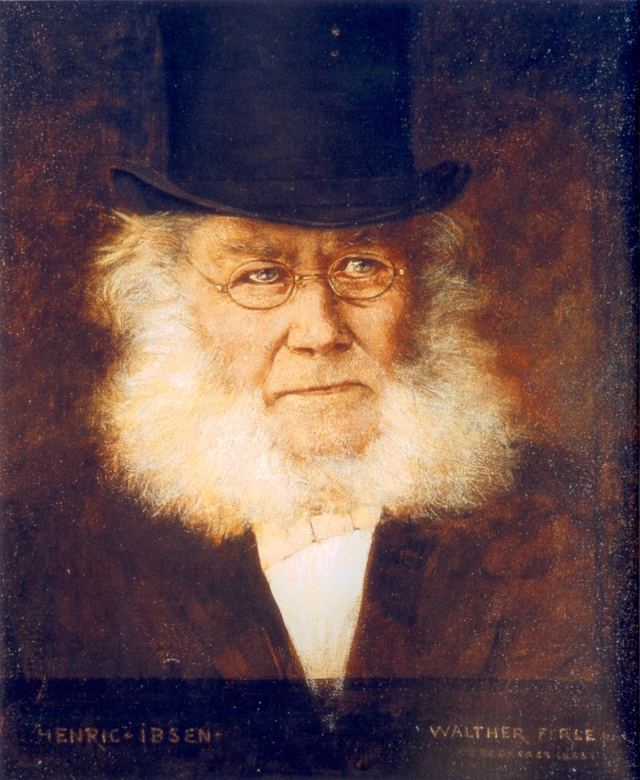
Генрик Ибсен, 1888
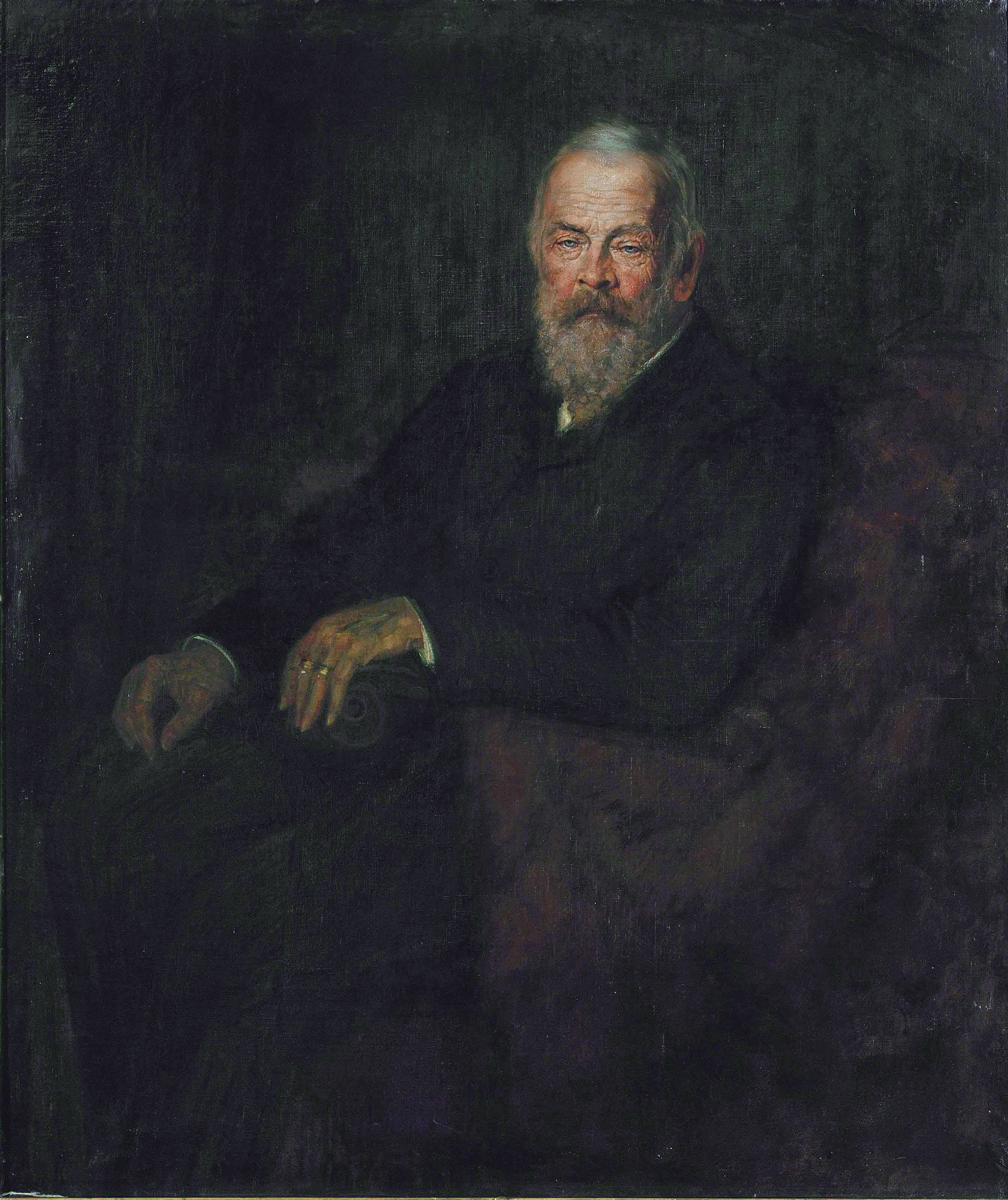
Принц-регент, около 1908
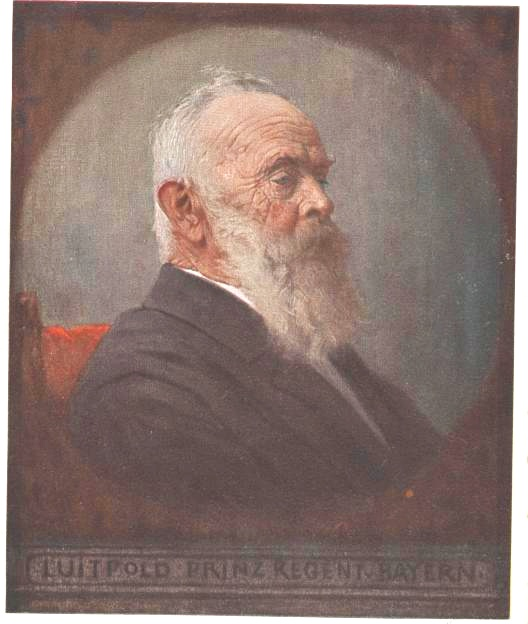
Портрет принца-регента Луитпольда Баварского, 1911
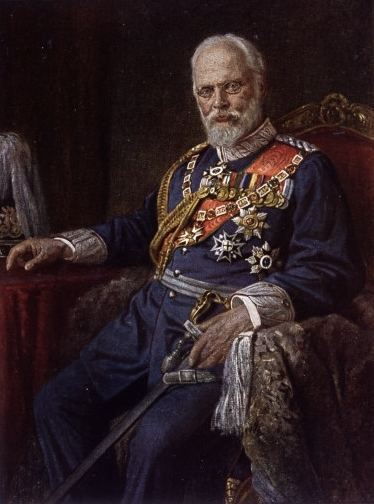
Людвиг III (король Баварии), 1913
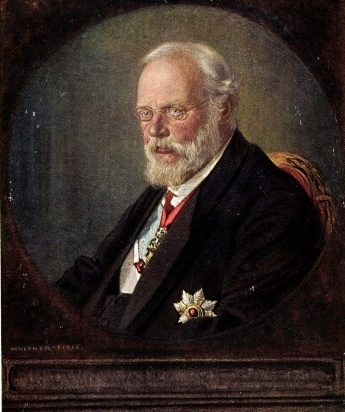
Портрет короля Баварии Людвига III, 1913
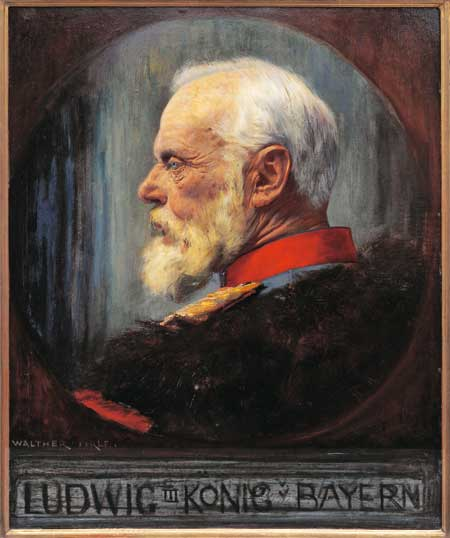
Портрет короля Баварии Людвига III, 1914
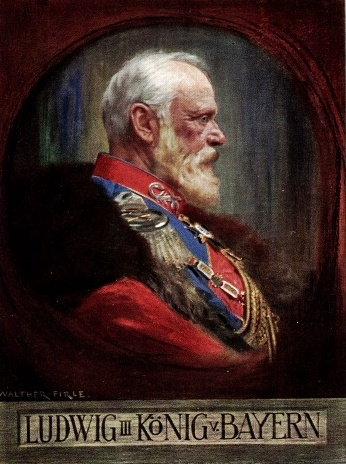
Портрет короля Баварии Людвига III.
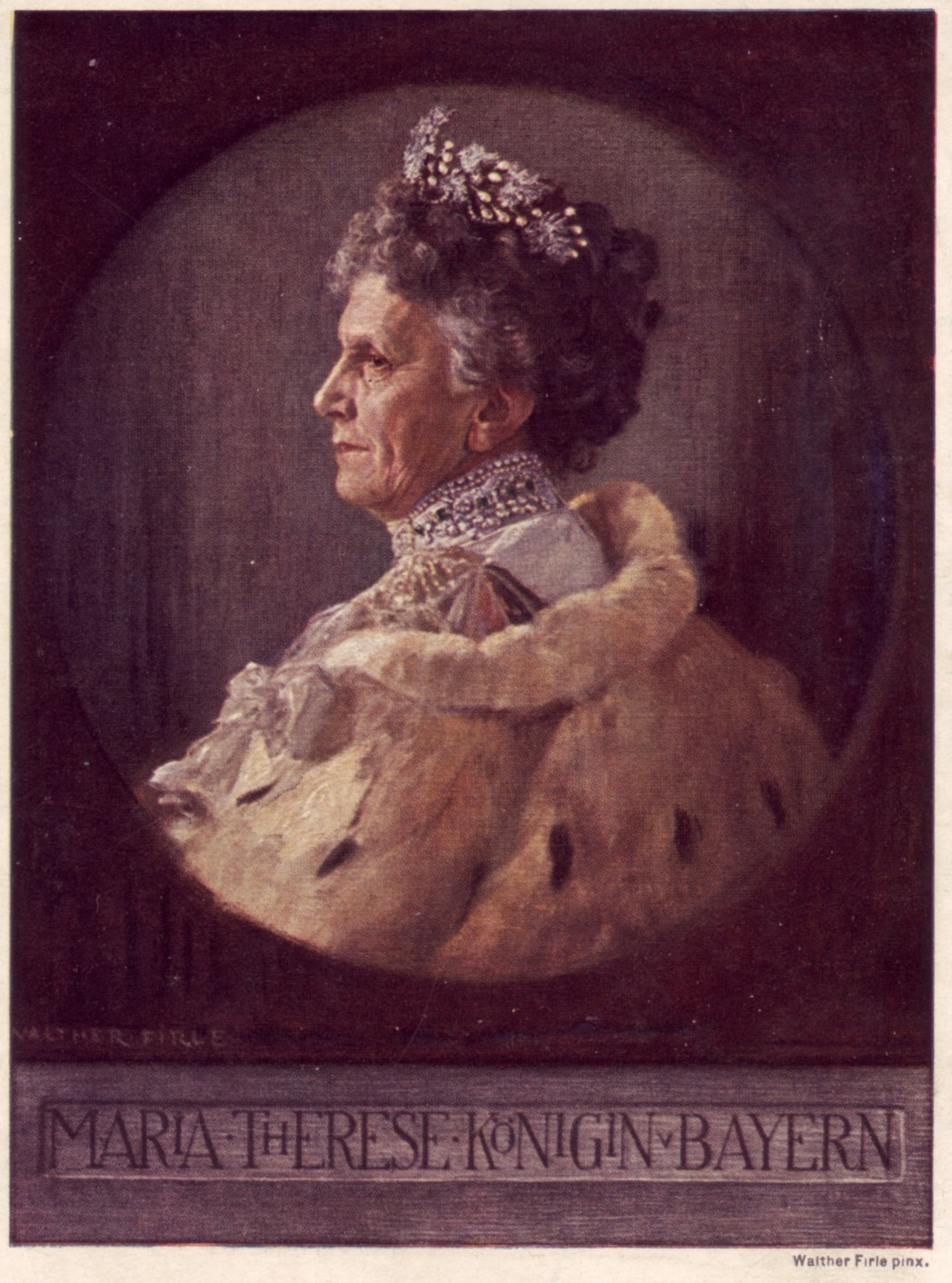
Портрет Марии Терезии Габсбург-Эсте, 1914
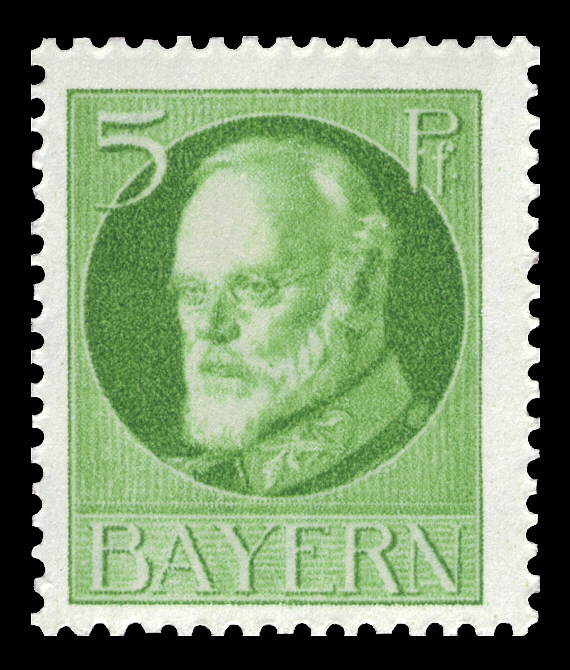
Людвиг III (король Баварии). Почтовая марка Баварии. 1914 г. с портрета В. Фирле
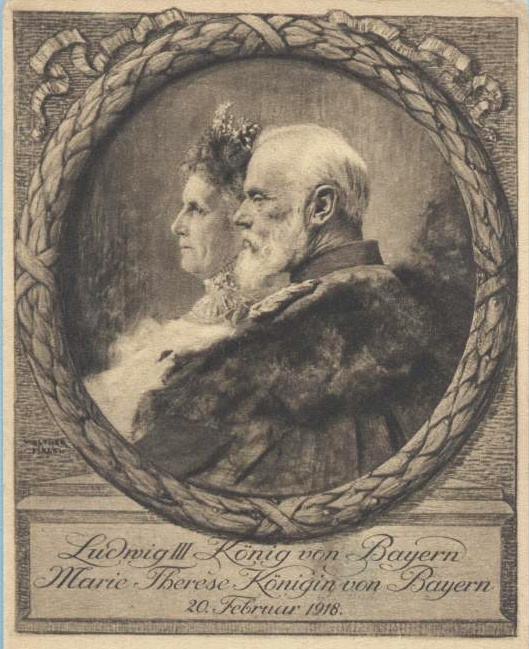
Официальный портрет по случаю золотой свадьбы баварской королевской четы, 1918
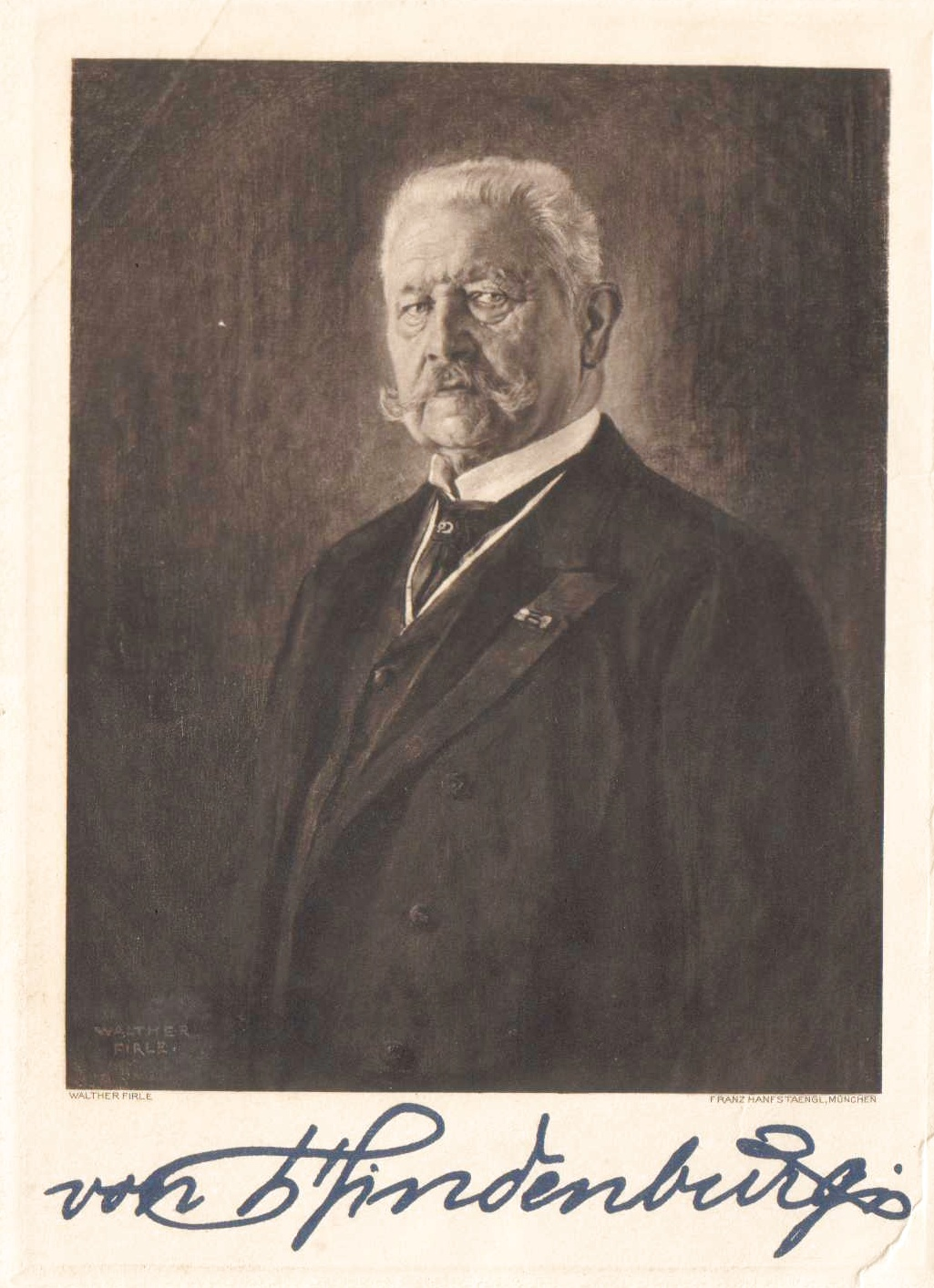
Портрет рейхспрезидента Германии Пауля фон Гинденбурга, около 1927
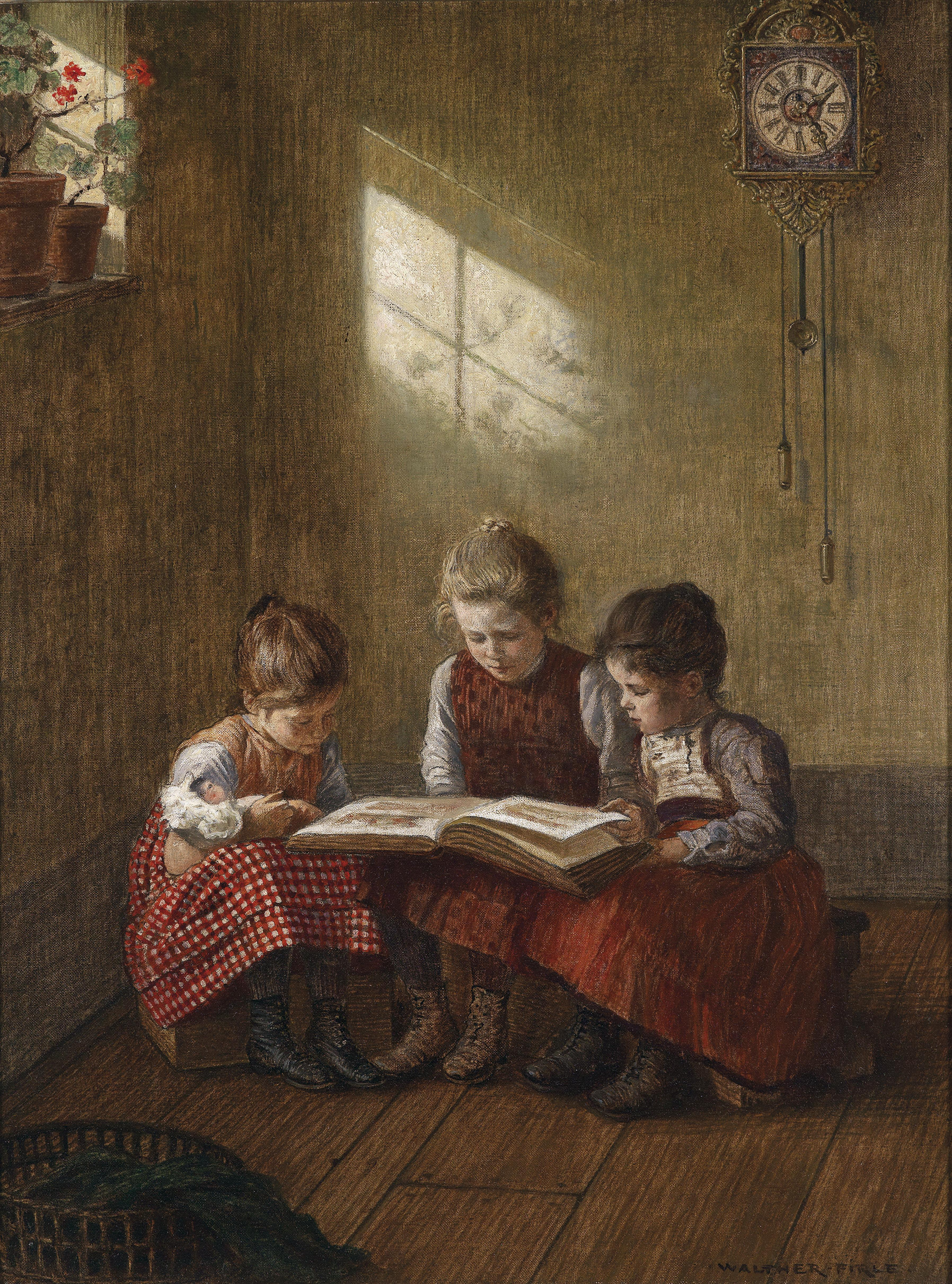
Увлекательное чтение, 1929